# Delito de traición (España)
El delito de traición, para el Derecho de España, es una categoría que engloba los delitos de inducción a la guerra, favorecimiento del enemigo, espionaje y declaración de guerra o firma de paz en contra de lo dispuesto en la Constitución española de 1978.
Se hace difícil reconducir todo este tipo de delitos en un bien jurídico común, una vez que se ha superado con el Código Penal de 1995, la vieja rúbrica de los delitos contra la seguridad exterior del Estado, bajo la que se agrupaban en el Código penal anterior.
La seguridad del Estado no es el principal bien jurídico protegido, ni los ataques contra la misma se pueden dividir, según provengan del interior o del exterior. Lo que es común a todo este tipo de delitos es que de algún modo afectan a la soberanía y con ello la independencia del Estado y a su necesaria defensa frente a las agresiones de otros Estados pero al mismo tiempo afectan también a la paz entre los mismos, un bien jurídico en que no está interesado solamente el Estado  mismo, sino también la comunidad internacional.

## Historia
Tradicionalmente el delito de traición se aplicaba a conductas de ruptura de la fidelidad del ciudadano respecto al Estado cuando este se encontraba en guerra con otro Estado.
La Ley para la Seguridad del Estado de 1941, introdujo en este sistema por motivaciones políticas muy concretas relacionadas directamente con la guerra civil, una serie de alteraciones sustanciales en el régimen de punición de este delito, que hasta ese momento se caracterizaba por su relación con la guerra con otro Estado. Así equiparó en los números 1º y 3º de los arts. 121 y 122 del Código Penal de 1944, las tropas separatistas y sediciosas a las tropas enemigas extranjeras y añadió el delito de ultrajes a la nación en el art.123 que tanto facilitó la represión posterior de la discrepancia política, con lo que se desnaturalizó el concepto tradicional de traición, convirtiéndolo en  un delito de hostilidad al régimen político impuesto después de la guerra civil.
A estas dificultades teóricas deben sumársele las  que provienen de la pluralidad legislativa existente en la materia. Un gran número de las figuras delictivas aquí tipificadas se encuentran también en el  código penal militar, que asigna penas normalmente más graves.
Las previsiones del Código Penal de 1995 caerán en vacío cuando sea aplicable el Código Penal militar, bien porque el sujeto activo sea militar o porque el hecho se haya producido en tiempo de guerra.

## Sujetos
Las disposiciones extensivas de los arts. 586 y 587 en relación con los sujetos activos y pasivos, señalan lo siguiente;

El extranjero residente en España que cometiere alguno de los delitos comprendidos en este Capítulo será castigado con la pena inferior en grado a la señalada para ellos, salvo lo establecido por Tratados o por el Derecho de gentes acerca de los funcionarios diplomáticos, consulares y de Organizaciones internacionales.
Artículo 586 del Código Penal.

Con el siguiente precepto se vuelve a incorporar la concepción germánica de la traición, según la cual es el sujeto activo de este delito solo podría serlo el nacional, en este caso español, frente a su propio Estado, en cuanto se trataba del quebrantamiento de la fidelidad debida. La extensión de la responsabilidad penal al extranjero de forma atenuada y siempre que residiere en España sitúa el centro de gravedad en el vínculo de fidelidad del ciudadano, y no en la protección del Estado, lo que se entendía en la concepción romana.

Las penas señaladas en los artículos anteriores de este Capítulo son aplicables a los que cometieren los delitos comprendidos en los mismos contra una potencia aliada de España, en caso de hallarse en campaña contra el enemigo común.
Artículo 587 del Código Penal.

Supone una ampliación pero restringida del concepto de sujeto pasivo en la traición puede ser también una potencia aliada de España en el caso de hallarse en campaña contra un enemigo común.

## Tipos
Las figuras se encuentran recogidas en el Capítulo I del Título XXIII, bajo el nombre de traición pueden clasificarse en : Inducción a la guerra, favorecimiento del enemigo, espionaje y declaración de guerra o firma de paz en contra de lo dispuesto en la Constitución de 1978. 

### Inducción a la guerra
Estos delitos se ven revestidos de un indudable relativismo en su conjunto, se encuentran teñidos de connotaciones políticas que acaban haciendo depender más la valoración de los comportamientos, más que de la conducta en sí misma, del resultado de la conflagración bélica en la cual se enmarcan este tipo de contiendas. Se trata de delitos que afectan a un bien colectivo de la máxima importancia, el mantenimiento del Estado frente agresiones extranjeras. El presente delito reproduce textualmente el art. 120 del CP/1973. 

El español que indujere a una potencia extranjera a declarar la guerra a España o se concertare con ella para el mismo fin, será castigado con la pena de prisión de quince a veinte años.
Artículo 581 del Código Penal.

Este precepto obedece a una realidad política desfasada, pues es difícil que una declaración de guerra pueda depender por una inducción individual de aquellas personas que en la potencia extranjera tengan este poder de decisión, tanto más si la inducción tiene que ser directa y eficaz.
Lo mismo puede decirse respecto a la modalidad del concierto, aunque en este caso se trata de una actividad similar a la conspiración que se eleva ya a la categoría de delito independiente por lo que no es aplicable al art. 585, el bien jurídico que se protege en este caso es la paz internacional, que puede ponerse en peligro con tales acciones.
A diferencia con lo que se pone en relación con al delito previsto para el art. 588 la declaración de guerra no debe entenderse aquí en sentido formal, bastando solo que se induzca o se concierte para la guerra aunque no medie ni deba mediar declaración, la decisión final recae sobre la voluntad de la potencia extranjera, cabe entender que la misma se refiere a los representantes de la misma.
Cuando el mismo delito sea cometido por un militar, se castiga en el art. 49 del Código Penal militar con la pena de prisión de 20 a 25 años.

### Favorecimiento del enemigo
Estas conductas son todas las previstas en los arts. 582 y 583. En esta materia debe tenerse en cuenta las paralelas y a veces casi iguales disposiciones del Código penal militar, cuyo art.  17 da un concepto del término enemigo:

Será castigado con la pena de prisión de doce a veinte años:
1. El español que facilite al enemigo la entrada en España, la toma de una plaza, puesto militar, buque o aeronave del Estado o almacenes de intendencia o armamento.
2. El español que seduzca o allegue tropa española o que se halle al servicio de España, para que se pase a las filas enemigas o deserte de sus banderas estando en campaña.
3. El español que reclute gente o suministre armas u otros medios eficaces para hacer la guerra a España, bajo banderas enemigas.

Artículo 582 del Código Penal

El presente art. 582, reproduce con algunas modificaciones lo ya preceptuado en el art. 121 del CP/1973, los tres preceptos hacen suponer la existencia de un conflicto armado de nuestro país con terceros, el art. 582  se refiere solo a enemigo que no necesariamente corresponderse con un país o Estado extranjero, pero sí frente a situaciones de tropas militares, más o menos organizadas en guerra contra España.
El primer supuesto se centra en actos de favorecimiento de operaciones militares del enemigo. Tal favorecimiento debe ser conceptuado en relación con la naturaleza del delito, no sería típico si quien favoreciese la entrada se limitase a pasar por la frontera española a un solo miembro del ejército enemigo. Las únicas novedades con la regulación anterior son la sustitución del término Nación por España y la utilización de u n lenguaje más moderno.
El segundo supuesto introduce un nuevo término que no se encontraba en al art. 121 CP/1973 que solo se refería a seducir incluyéndose el término “allegue”.
La conducta típica debe ser entendida como determinar a alguien que sirve a España a que cambie de bando contendiente.   
En el tercer inciso nos encontramos 2 supuestos distintos; por una parte el reclutamiento de gente para el ejército enemigo, diferenciándose del supuesto anterior en que el reclutado no trabajaba para nuestro país. Y junto a ello, el suministro de armas o medios eficaces, solo aquel material que muestre utilidad en la contienda. Con referencia al art. 122 CP/1973 se ha suprimido la referencia a banderas sediciosas o separatistas, dejando solo la referencia a banderas enemigas.   

Será castigado con la pena de prisión de doce a veinte años:
1. El español que tome las armas contra la Patria bajo banderas enemigas. Se impondrá la pena superior en grado al que obre como jefe o promotor, o tenga algún mando, o esté constituido en autoridad.
2. El español que suministre a las tropas enemigas caudales, armas, embarcaciones, aeronaves, efectos o municiones de intendencia o armamento u otros medios directos y eficaces para hostilizar a España, o favorezca el progreso de las armas enemigas de un modo no comprendido en el artículo anterior.
3. El español que suministre al enemigo planos de fortalezas, edificios o de terrenos, documentos o noticias que conduzcan directamente al mismo fin de hostilizar a España o de favorecer el progreso de las armas enemigas.
4. El español que, en tiempo de guerra, impida que las tropas nacionales reciban los auxilios expresados en el número 2 o los datos y noticias indicados en el número 3 de este artículo.

Artículo 583 del Código Penal.

Se refiere a conductas de participación directa de españoles en conflagraciones contra España, nos encontramos en este tipo de delitos frente a un exacerbado casuismo, que no comporta por el contrario el asentamiento de criterios de proporcionalidad. Dicho casuismo conlleva en muchas ocasiones una superposición de supuesto, sin que se alcance a ver la línea divisoria, tal y como ocurre entre el art. 582.1 y 583.2 del Código Penal de 1995.

### Espionaje
El español que, con el propósito de favorecer a una potencia extranjera, asociación u organización internacional, se procure, falsee, inutilice o revele información clasificada como reservada o secreta, susceptible de perjudicar la seguridad nacional o la defensa nacional, será castigado, como traidor, con la pena de prisión de seis a doce años.
Artículo 584 del Código Penal.

Este art. 584 es más genérico que el número 3º del art. 583 que se refiere también a actos de espionaje pero también de actos de favorecimiento expreso al enemigo en guerra, el tipo objetivo del art. 584 encierra una doble modalidad típica, por un lado, “se procure, falsee o inutilice información clasificada” y por otro, ”revele información clasificada”.
El concepto de espionaje cuadra mejor en la segunda modalidad considerándose por tanto, las otras conductas como actos preparatorios de la del inciso segundo, en cuyo caso quedan subsumidas en esta, o como actos autónomos de favorecimiento del enemigo.  
Como definición para el concepto de información clasificada debemos remitirnos a la Ley 9/1968, de 5 de abril sobre Secretos Oficiales, cuyo art. 2 se contiene la definición de materia “clasificada”, entendiéndola como aquella cuyo conocimiento por persona no autorizada puede dañar o poner en riesgo la seguridad y la defensa del Estado.
El tipo subjetivo, exige el propósito de favorecer a una potencia extranjera, lo que distingue a este precepto del delito previsto en el art. 598 sobre descubrimiento y revelación de secretos.

### Actos de participación intentada
El art. 585 establece que la provocación, la conspiración y la proposición para cualquiera de los delitos previstos en los artículos anteriores de este capítulo, serán castigados con la pena de prisión inferior en uno o dos grados a la del delito correspondiente.(recuérdese lo dicho respecto a la acción de “concertarse “ en el art. 581,se trata en este caso a una actividad similar a la conspiración, que se eleva ya a la categoría de delito independiente, por lo que no es aplicable el art.585.  
En el presente supuesto se ha seguido la criminalización ampliada de los actos preparatorios, es decir, sancionando, tanto los propios de conspiración y proposición como el impropio de provocación.

### Declaración inconstitucional de guerra o paz
Uno de los delitos que suprimió la reforma de 1944, pero en un régimen democrático constitucional, actos tan graves para la vida de una país como la entrada en guerra o la firma de la paz con un Estado enemigo tienen que tener el necesario refrendo  parlamentario y cumplir una serie de requisitos que se establecen constitucionalmente. Los arts. 63.3, 74, 94,97 y 102 de la Constitución establecen el correspondiente procedimiento. El art. 588 del Código Penal castiga con la pena de prisión de 15 a 20 años a “los miembros del gobierno que, sin cumplir con lo dispuesto en la Constitución, declaren la guerra o firmaran la paz”. Más que un delito de traición se trata de un delito contra la Constitución, pero que por su transcendencia se eleva a la categoría de traición.
La polémica surgida respecto a la intervención de tropas españolas en la invasión de Irak de 2003 planteó el problema de si la decisión del gobierno presidido por José María Aznar de enviar dichas tropas sin declaración de guerra previa era ya, no solo inconstitucional, sino constitutiva de este delito. Si el concepto declaración de guerra se interpreta como declaración formal en sentido estricto, en el supuesto no hubo tal declaración, pero sí una intervención en operaciones bélicas que, aunque no es subsumible en este precepto, si puede serlo en alguno de los del capítulo siguiente, como el art. 595.